# 卡爾弗鎮區 (明尼蘇達州聖路易斯縣)
卡爾弗鎮區（英語：Culver Township）是位於美國明尼蘇達州聖路易斯縣的一個行政鎮區。

## 地方資料
卡爾弗鎮區的面積為90.84平方千米，當中陸地面積為89.60平方千米，而水域面積為1.24平方千米。根據2020年美國人口普查的數據，當地共有人口303人，而人口密度為每平方千米3.34人。